# Wilhelmine Kähler

Wilhelmine Kähler

Wilhelmine Kähler, geb. Mohs (* 3. April 1864 in Kellinghusen, Herzogtum Holstein; † 22. Februar 1941 in Bonn) war eine deutsche Gewerkschafterin und Politikerin der SPD.

## Leben und Beruf
Nach dem Abschluss der Volksschule in Kellinghusen 1878 absolvierte Kähler, die ursprünglich der evangelisch-lutherischen Kirche angehörte, diese aber später verließ, eine Lehre zur Schneiderin. Nachdem sie zunächst als Hauswirtschafterin bei Detlev von Liliencron tätig war, verdiente Kähler später ihren Lebensunterhalt als politische Schriftstellerin. Nach ihrer Hochzeit mit einem Zigarrenarbeiter zog sie 1882 nach Ottensen und einige Jahre später nach Wandsbek. 1900 zog sie nach Dresden, wo sich ihr Ehemann als Zigarrenfabrikant selbständig machte. Nach dem Tod ihres Mannes 1905 zog sie nach Düsseldorf und 1910 nach Berlin. Ab Oktober 1919 war sie als Referentin im Reichswirtschaftsministerium für die Notfürsorge der Bergarbeiter zuständig. Nach ihrer Hochzeit mit Wilhelm Reimes, einem Mitarbeiter der SPD-Reichstagsfraktion, zog das Ehepaar 1924 in Kählers Geburtsstadt Kellinghusen. Dort leitete sie von 1927 bis 1932 das örtliche Heim der Arbeiterwohlfahrt. Nach ihrem Eintritt in den Ruhestand ging sie mit ihrem Mann 1932 nach Bonn.

## Gewerkschaftsarbeit
Wilhelmine Kähler gründete 1890 den Fabrik- und Handarbeiterinnenverband, dessen Vorsitzende sie auch war. Den Verband überführte sie 1892 in den Verband der Fabrik-, Land- und Hilfsarbeiter und -arbeiterinnen. Der Generalkommission der Gewerkschaften gehörte sie, als Nachfolgerin Emma Ihrers, von 1892 bis 1899 an. Sie stritt vorrangig dafür, dass alle Gewerkschaften sich auch Frauen öffneten, was oftmals bisher nicht der Fall gewesen war. Sie war Herausgeberin der Korrespondenz für unsere Frauen. Als Ida Baar im Juli 1913 den Vorsitz des Verbandes der Hausangestellten Deutschlands niederlegte, wurde Kähler kurzzeitig ihre Nachfolgerin. Aber schon im Oktober wechselte sie auf den Posten der (hauptamtlichen) stellvertretenden Vorsitzenden, der auch mit dem Amt der Redakteurin des Verbandsorgans verbunden war. Als sich der finanziell angeschlagene Hausangestelltenverband 1923 an den Deutschen Verkehrsbund anschloss, zog Kähler sich aus der Gewerkschaftsarbeit zurück.

## Partei
Kähler schloss sich Ende der 1880er Jahre der SPD an. Sie war „Weibliche Vertrauensperson“ für den 8. und den 10. Schleswig-Holsteinischen Reichstagswahlkreis und ab November 1900 bis 1902 für die drei Dresdner Wahlkreise. Zudem war sie Autorin der SPD-Frauenzeitschrift Die Gleichheit. 1907 nahm sie am Internationalen Sozialistenkongress in Stuttgart teil. Kähler wurde 1916 Herausgeberin der Sozialdemokratischen Artikel-Korrespondenz.

## Abgeordnete
Kähler gehörte 1919/20 der Weimarer Nationalversammlung an. Anschließend war sie bis zur Neuwahl der ostpreußischen Abgeordneten im Februar 1921 Reichstagsabgeordnete. Zeitgleich mit dem Ausscheiden aus dem Reichstag wurde sie Landtagsabgeordnete in Preußen.
In der Sitzung der Nationalversammlung am 17. Juli 1919 sprach sie sich für eine Zentralisierung der Jugendfürsorge beim Reich aus. Private und konfessionelle Jugendfürsorgeeinrichtungen sollten abgeschafft werden.